# William Stewart MacGeorge

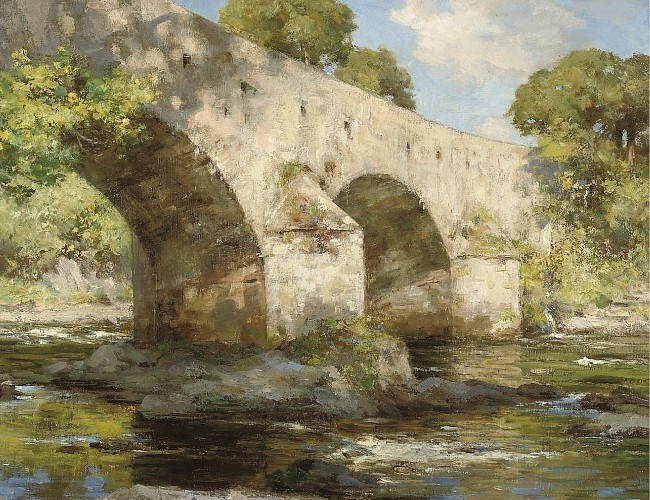
William Stewart MacGeorge: Bridge East Lothian

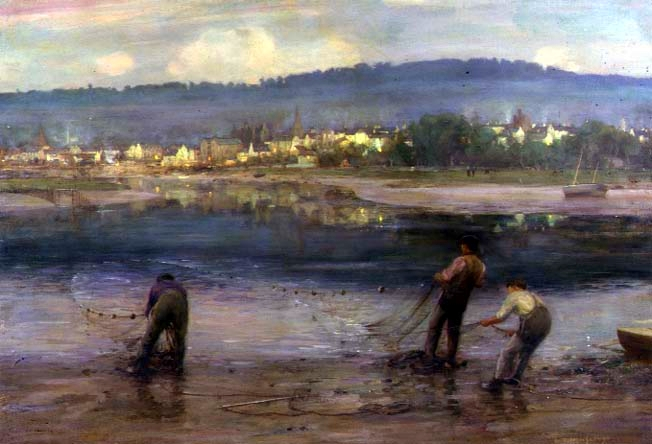
William Stewart MacGeorge: Kirkcudbright

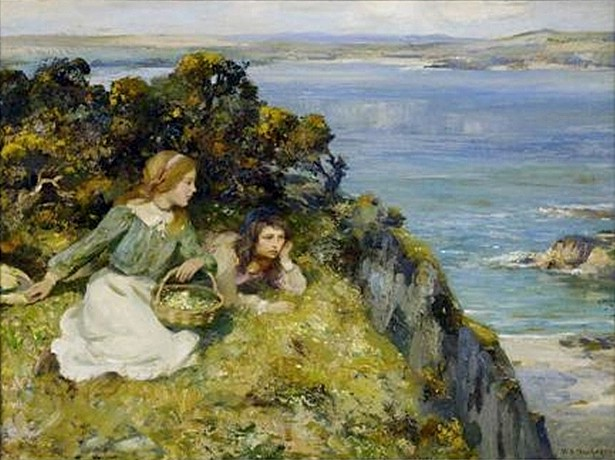
William Stewart MacGeorge: On The Clifftop

William Stewart MacGeorge (* 1. April 1861 in Castle Douglas, Dumfries and Galloway; † 1931 in Edinburgh) war ein schottischer Maler des Spätimpressionismus.

## Leben
William Stewart MacGeorge wurde am 1. April 1861 in Castle Douglas geboren und war der Sohn des Schuhmachers David MacGeorge. MacGeorge besuchte die Schule der Freikirche in Castle Douglas. 1880 schrieb er sich in die Trustees’ Academy, einer Kunstschule in Edinburgh ein, an der auch Edward Atkinson Hornel studierte. MacGeorge war ein erfolgreicher Student und gewann in seinem zweiten und dritten Jahr den Siegerpreis der Kunstschule. Seine Arbeiten wurden 1881 an der Royal Scottish Academy ausgestellt. 1883 gingen MacGeorge und Hornel zusammen nach Antwerpen, um an der Academie Royale des Beaux Arts zu studieren. Dort wurden sie unter anderem von Charles Verlat unterrichtet. Wieder gehörte MacGeorge zu den herausragenden Kunststudenten. Nach seiner Rückkehr nach Schottland schrieb er sich an der Kunstschule der Royal Scottish Academy ein, wo er seine Studien fortsetzte und sich als Künstler etablierte. 1898 wurde er als assoziiertes Mitglied in die Royal Scottish Academy aufgenommen, 1910 wurde er zum Vollmitglied gewählt. Seine Arbeiten wurden ausgestellt bei der Royal Academy of Arts, bei der Royal Hibernian Academy, beim Royal Glasgow Institute of the Fine Arts und bei der Aberdeen Artists’ Society.
MacGeorge verbrachte sein Leben größtenteils zwischen Edinburgh und Galloway. Er wohnte in 11 Melville Place, Edinburgh während des Winters und hatte ein Studio in Kirkcudbright im Sommer. Dort widmete er sich vornehmlich der Freilichtmalerei und wurde dabei wie viele schottische Maler dieser Zeit maßgeblich von Jules Bastien-Lepage beeinflusst. Sein Stil zeichnete sich durch einen ausgeprägten Naturalismus aus. Typisch für seine Arbeit sind informelle Szenen von Kindern beim Spielen. Ein Lieblingsthema waren auch die Fischer mit ihren Netzen auf dem Fluss Dee bei Kirkcudbright. MacGeorge heiratete im fortgeschrittenen Alter die Aquarell-Malerin Mabel Victoria Elliot. Sie ließen sich in Gifford in der Nähe von Haddington, East Lothian nieder. MacGeorge starb 1931 und hinterließ seiner Witwe 45 Gemälde.